# Missラブ探偵
「Missラブ探偵」（ミスラブたんてい）は、辻希美と加護亜依による歌手ユニット・Wの6枚目のシングル。

## 内容
- 事実上のラストシングルとなった本作はつんく♂プロデュースではない唯一の作品。

## 収録曲
全作詞：森村メラ、全編曲：MOTO G3
1. Missラブ探偵
作曲：Joey Carbone・Steven Lee
2. FRIENDSHIP
作曲：Joey Carbone
3. Missラブ探偵 (Instrumental)